# Simonetta Vespucci
Simonetta Vespucci (née Cattaneo, ca. 1453 – 26 april 1476) was een edelvrouw uit het Italiaanse Genua. Ze was gehuwd met Marco Vespucci van Firenze, een neef van de ontdekkingsreiziger Amerigo Vespucci.
Voor haar overlijden op 22- of 23-jarige leeftijd stond Simonetta Vespucci al bekend als de mooiste vrouw van haar tijd. Giuliano di Piero de' Medici uit het roemrijke Medici-geslacht zou verliefd zijn geweest op Vespucci. Botticelli en verschillende andere schilders zouden haar als muze aangezien hebben en kunstwerken op haar uiterlijk gebaseerd hebben. Of Botticelli's Portret van een jonge vrouw en Piero di Cosimo's gelijknamige werk daadwerkelijk Vespucci afbeelden, is een onderwerp van discussie onder kunsthistorici.

## Galerij
Onderstaande werken zijn mogelijk op Simonetta Vespucci gebaseerd:

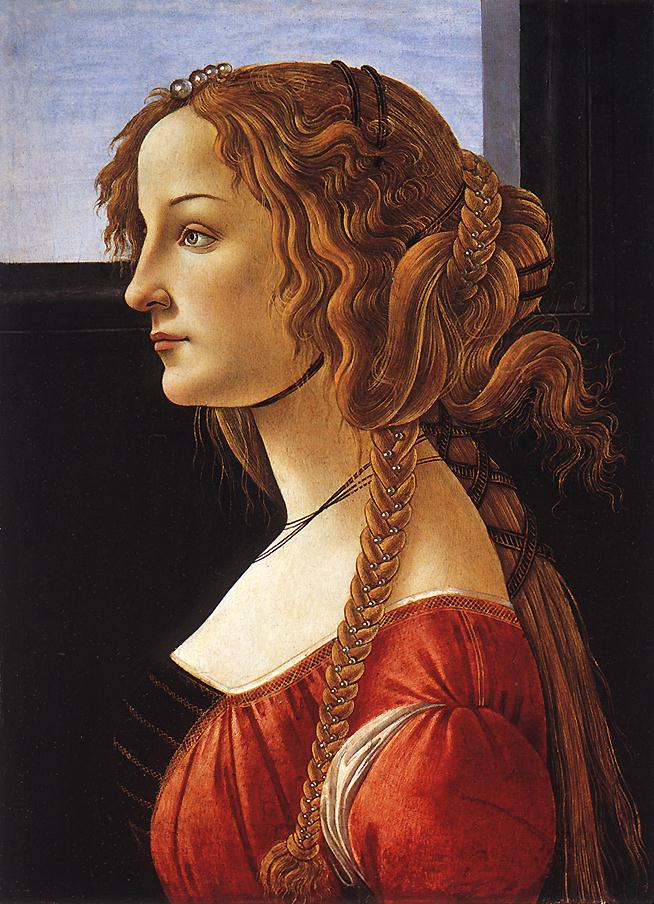
Portret van een jonge vrouw in profiel (ca. 1476) van Botticelli
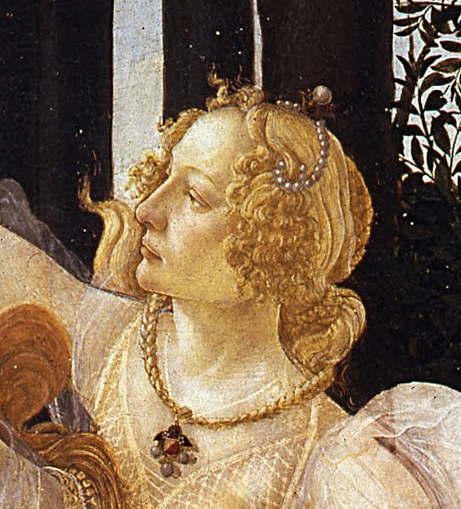
Detail (een van de Drie Gratiën) uit La primavera (ca. 1480) van Botticelli
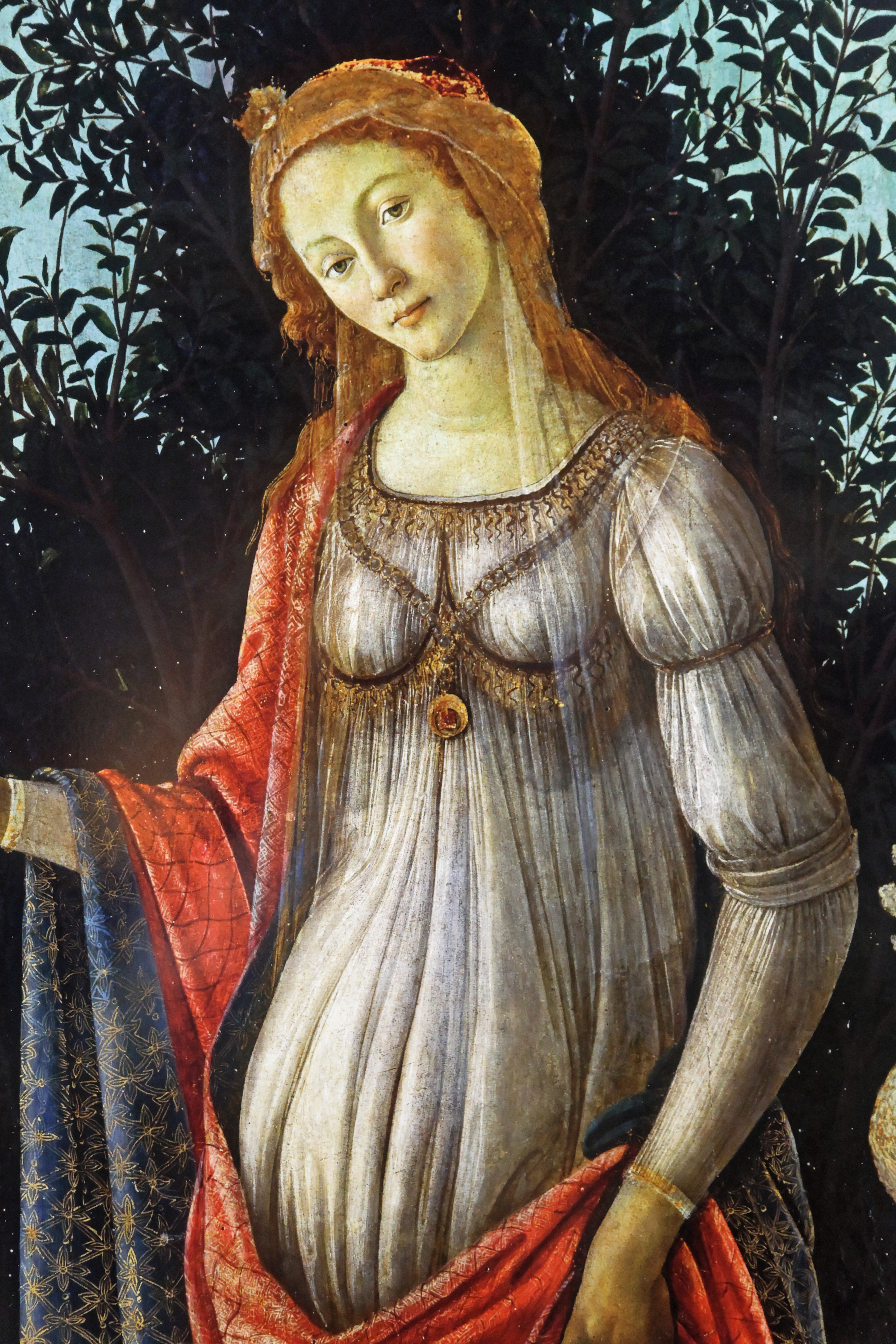
Detail (Venus) uit La primavera (ca. 1480) van Botticelli
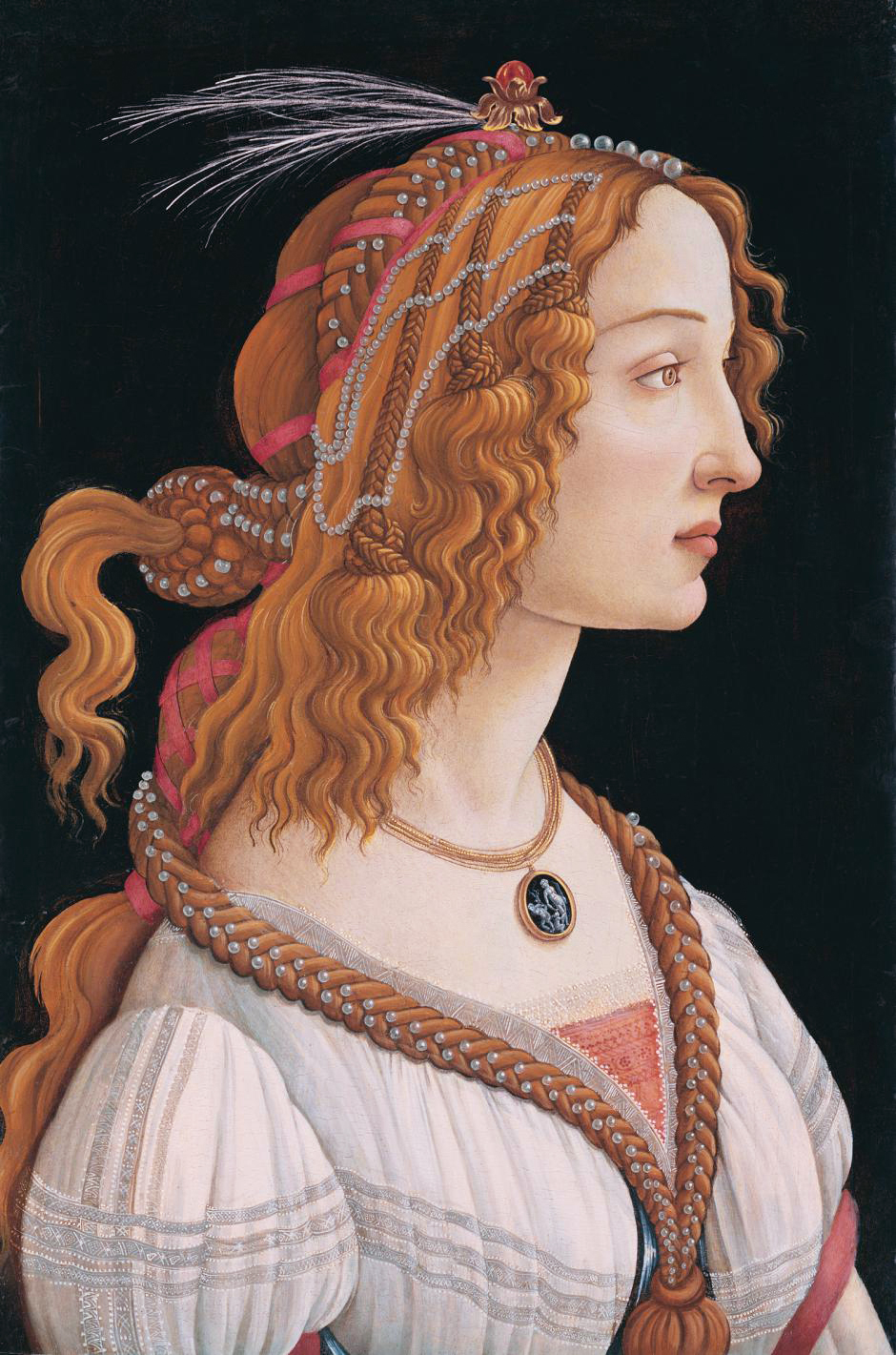
Portret van een jonge vrouw als nimf (1480-1485) van Botticelli
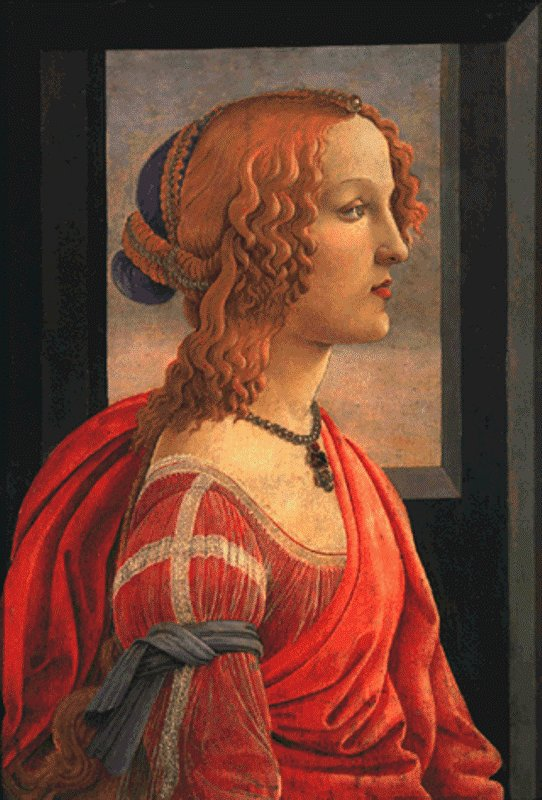
La Bella Simonetta (1480-1485) van Botticelli
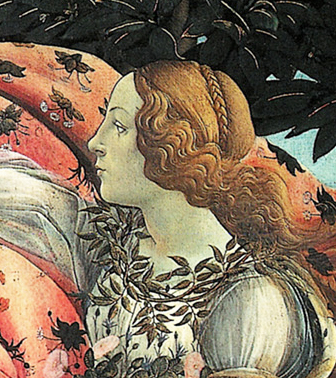
Detail (Flora) uit De geboorte van Venus (1484-1486) van Botticelli
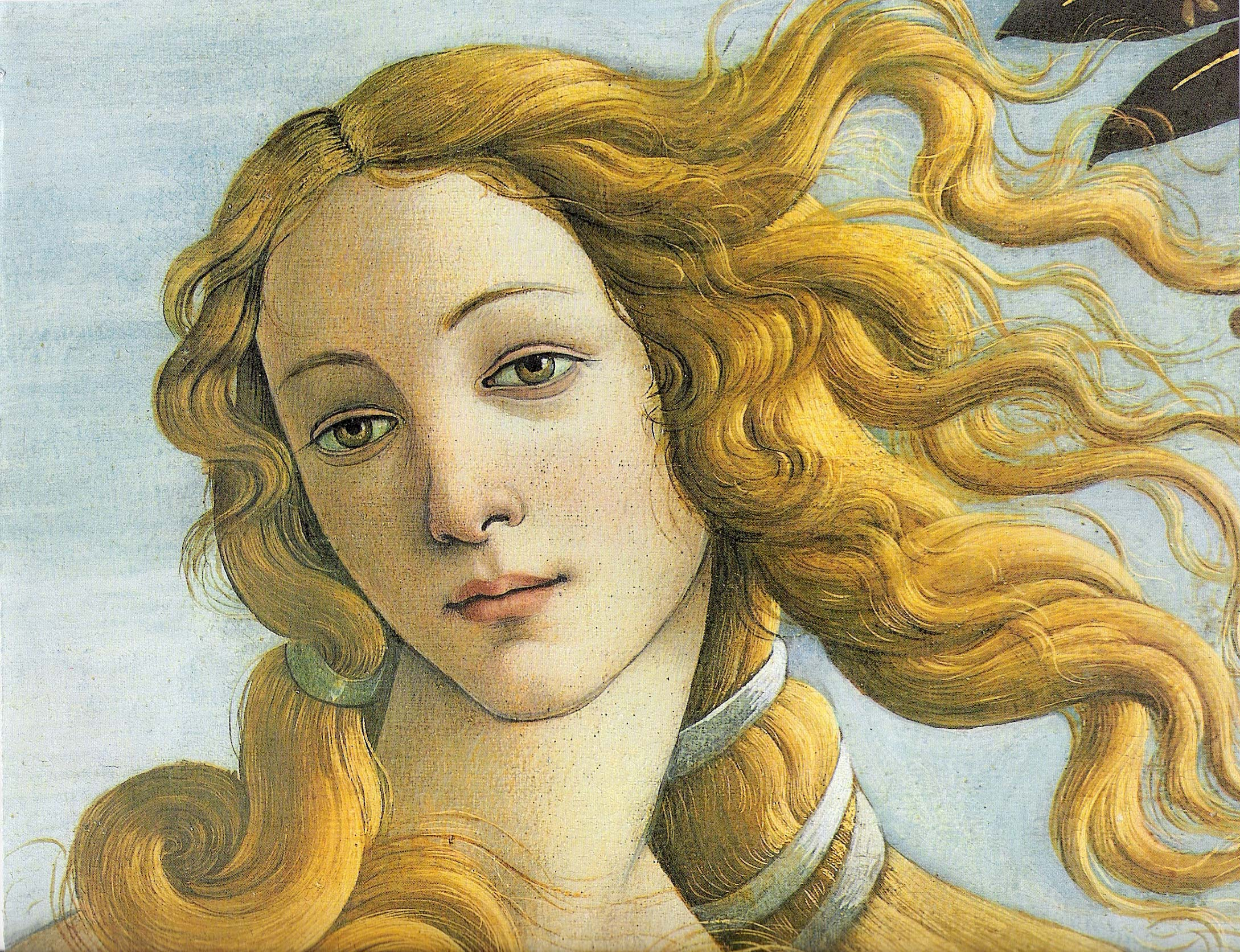
Detail (Venus) uit De geboorte van Venus (1484-1486) van Botticelli
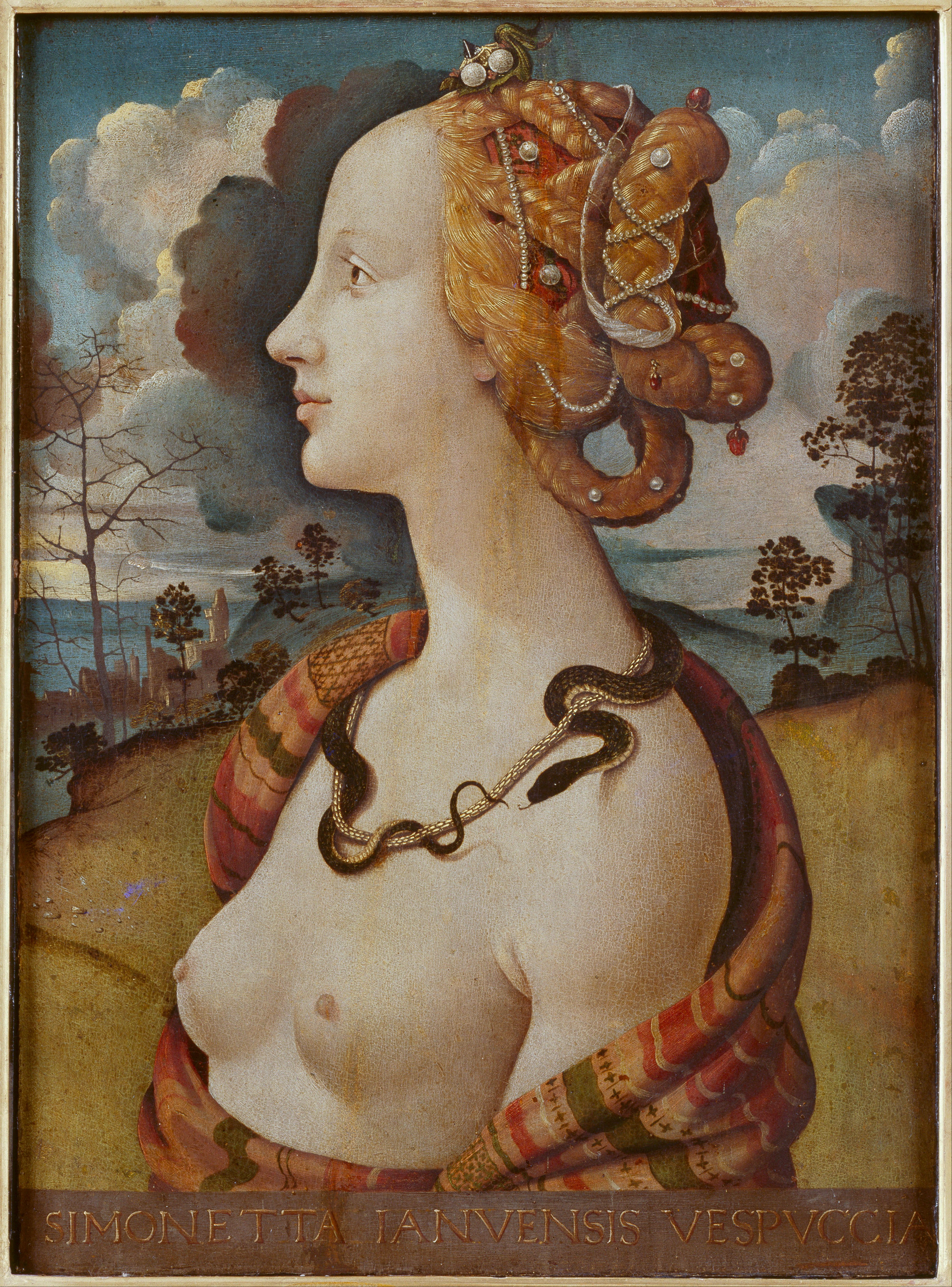
Portret van een jonge vrouw als Cleopatra, mogelijk Simonetta Vespucci (1490) van Piero di Cosimo
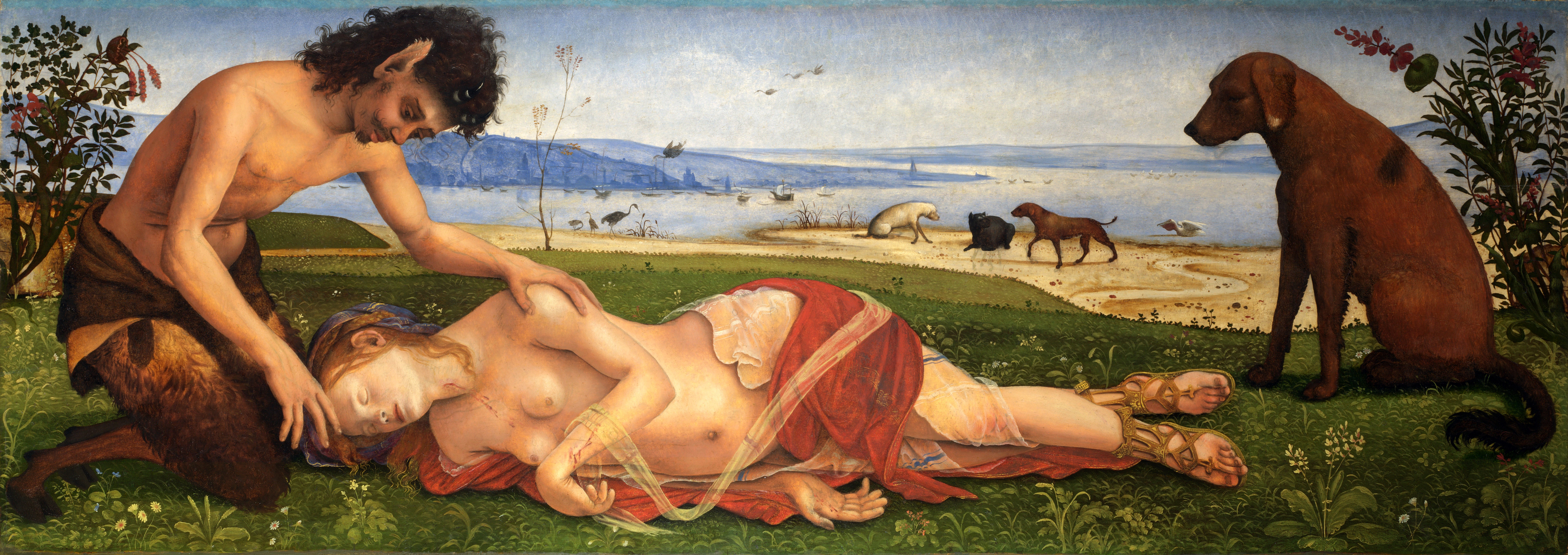
Een sater rouwt om een nimf (ook De dood van Prokris) (ca. 1495) van Piero di Cosimo

- Bibliothèque nationale de France: cb11939653w (data)
- Gemeinsame Normdatei: 119344904
- International Standard Name Identifier: 0000 0001 1578 7852
- Library of Congress Control Number: n85002165
- Nationale Bibliotheek van Israël: 987007269683305171
- Nederlandse Thesaurus van Auteursnamen: 239596986
- Istituto Centrale per il Catalogo Unico: PUVV329603
- Système universitaire de documentation: 027331245
- Union List of Artist Names: 500071910
- Virtual International Authority File: 96184811
- WorldCat: E39PBJrwPKxJj4cHrv8gHhppT3